# Makedonski Železnici

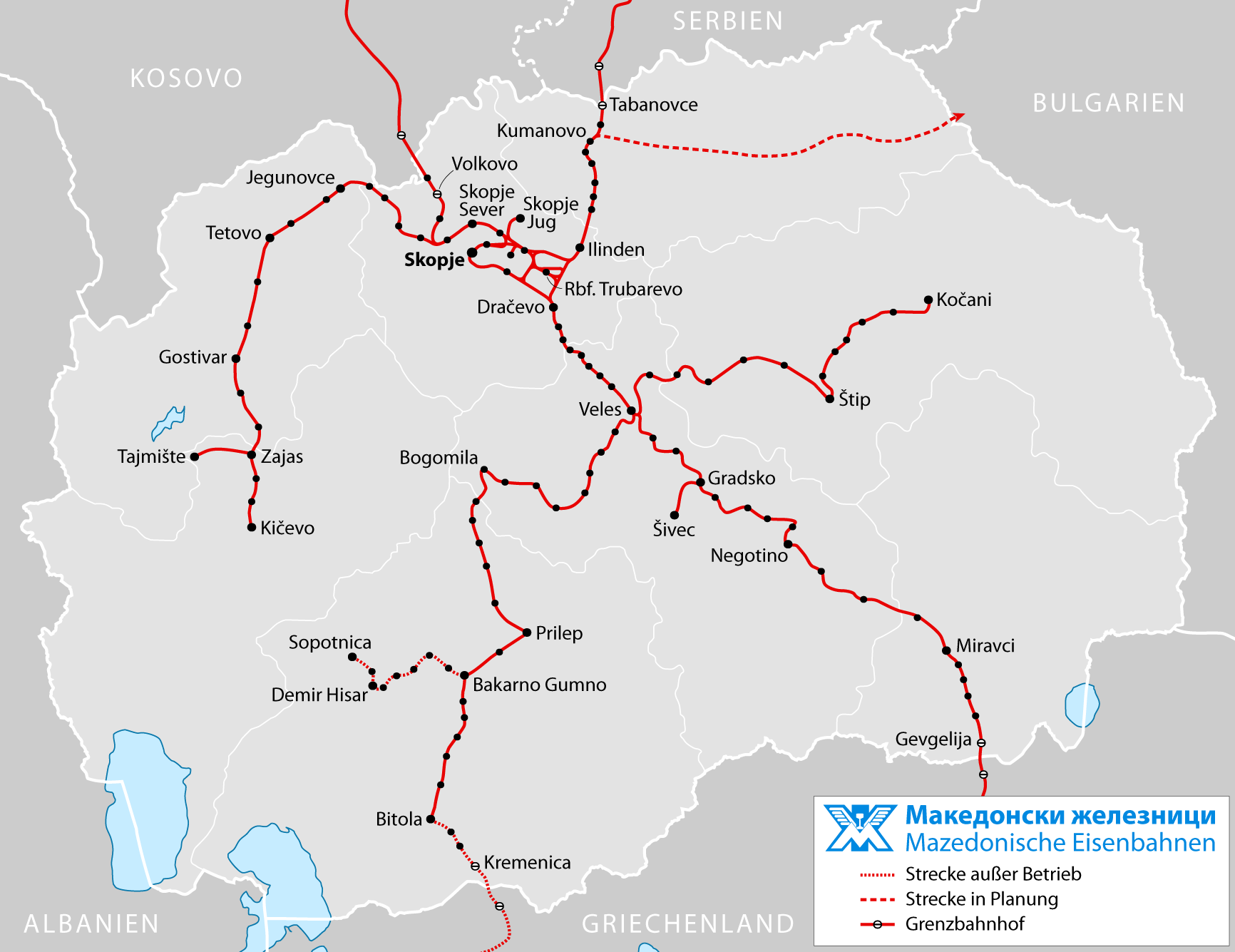
Karta över järnvägsnätet i Mordmakedonien.

Makedonski Železnici (kyrillisk skrift: Македонски железници; MŽ) är den statliga järnvägen i Nordmakedonien. 